# Генерсдорф (Бад Брајсиг)
Генерсдорф (њем. Gönnersdorf) општина је у њемачкој савезној држави Рајна-Палатинат. Једно је од 74 општинска средишта округа Арвајлер. Према процјени из 2010. у општини је живјело 673 становника. Посједује регионалну шифру (AGS) 7131025.

## Географски и демографски подаци
Генерсдорф се налази у савезној држави Рајна-Палатинат у округу Арвајлер. Општина се налази на надморској висини од 144 метра. Површина општине износи 5,0 km². У самом мјесту је, према процјени из 2010. године, живјело 673 становника. Просјечна густина становништва износи 134 становника/km².

## Међународна сарадња
| Мјесто | Држава   | Врста сарадње | Од    |
| ------ | -------- | ------------- | ----- |
| Парад  | Мађарска | партнерство   | 1995. |
| Извор  |          |               |       |